# Homem Cristo Filho
Francisco Manuel Homem Cristo (Lisboa, 5 de Março de 1892 — Roma, 12 de Junho de 1928), mais conhecido por Homem Cristo Filho, foi um intelectual e escritor português, defensor das correntes monárquicas e nacionalistas que depois o levaram ao fascismo italiano, do qual era fervoroso admirador, e aos diversos nacionalismos europeus. Fundou e dirigiu a revista Ideia Nacional (1915) e o jornal Restauração.

## Biografia
É por ser filho de Francisco Manuel Homem Cristo (1860—1943) que se referencia Homem Cristo Filho, proprietário de um jornal de Aveiro, e começou aí a trabalhar. Depois, distinguiu-se em Coimbra onde fundou o semanário "A Verdade".
Nessa altura era um seguidor das ideias anarquistas, ainda antes da Implantação da República, que o obrigou a ter de fugir para o Brasil. Depois de 1910, aderiu, no entanto, à causa monárquica, tendo que emigrar para França, onde viria a gozar de grande prestígio.
Em 1914, fundou o jornal A Restauração e depois A Ideia Nacional*. Em francês, publicou também alguns trabalhos, como Le Portugal contre l’Allemagne (1918), Le Cinema des Jours (1918), Les Porte-Flambeaux (1920).
Em 1926, assumindo-se nacionalista e contra-revolucionário, volta para Portugal, fundando nesse ano outro periódico, "Informação", tendo sido o seu director. Como escritor, publicou especialmente novelas, ensaios e contos. Devido às suas correntes políticas, foi exilado de Portugal nos seus últimos anos.
Com o advento do fascismo, Homem Cristo tornara-se um grande admirador e amigo pessoal de Mussolini, tendo publicado, em 1923, uma obra traduzida em várias línguas, Mussolini batîsseur de l’Avenir, que preconizava uma união dos povos latinos influenciada pelo Fascismo italiano. A sua morte, ocorrida em Roma, levou a que o próprio Mussolini lhe decretasse um funeral digno de figura de Estado.
Morreu em Roma em 12 de junho de 1928, vítima de um acidente de automóvel. Em 9 de fevereiro de 1933, os restos mortais foram transladados para um túmulo monumental, que tinha sido construído pelo governador de Roma, por ordem de Benito Mussolini. À cerimónia assistiram o seu filho, Paulo, que estava a estudar na Academia de Aeronáutica Militar de Caserta, o governador de Roma, e o ministro de Portugal na Santa Sé.
O seu bisneto, Guy-Manuel de Homem-Christo, integrava o duo de musica electrónica Daft Punk.